# شانون نیشی
شانون نیشی (انگلیسی: Shannon Nishi؛ زادهٔ ۶ مارس ۱۹۸۵)  کاراته‌کا اهل ایالات متحده آمریکا است.
وی در سال ۲۰۱۹ در مسابقات کمیته زنان -۵۰ کیلوگرم زنان در بازیهای پان آمریکایی ۲۰۱۹ که در لیما، پرو برگزار شد، به مدال طلا دست یافت. 
در سال ۲۰۰۵، او در مسابقات کومیته زنان -۵۳ کیلوگرم در مسابقات جهانی ۲۰۰۵ که در دویزبورگ آلمان برگزار شد، رقابت کرد.
او همچنین در مسابقات کومیته زنان -۵۵ کیلوگرم بانوان در بازیهای پان آمریکن ۲۰۱۱ به مدال طلا دست یافت. 